# Burg Freudenstein (Knittlingen)
Die Burg Freudenstein ist eine abgegangene Spornburg auf einem 290 m ü. NN hohen Bergvorsprung östlich des Dorfes Freudenstein zu Freudenstein-Hohenklingen, einem heutigen Stadtteil von Knittlingen im Enzkreis in Baden-Württemberg.
Die Burg wurde von den Herren von Freudenstein erbaut, die belehnt waren von den Herren von Roßwag. Die Ritter von Freudenstein wurden von den Brettener Ministerialen beerbt und nannten sich ab 1270 nach Freudenstein. Die ehemalige Burganlage wurde durch einen Steinbruch abgetragen und heute zeugt nur noch die „Burgstallstraße“ von der Burg.